# Махлангу, Мнинва Йоханнес
Мнинва Йоханнес Махлангу ((англ. Mninwa Johannes Mahlangu; род. 8 октября 1952) — южноафриканский политик и дипломат.

## Биография и карьера
Начало общественной деятельности Мнинвы Махлангу относится к концу 1960-х годов, когда он участвовал в студенческом христианском движении в бантустане Лебова в восточном Трансваале и был избран его председателем. В 1973—1976 годах он был помощником секретаря Трансваальской ассоциации педагогов Африки, в 1980-х — членом законодательного сборания Лебовы.
С начала 1990-х годов принимал активное участие в демократизации ЮАР. В 1991—1994 годах Махлангу участвовал в переговорах в рамках Конгресса демократической Южной Африки (CODESA) и Мультипартийного форума, став в 1993 году сопредседателем обоих институций. В 1993—1994 годах участвовал в деятельности Южноафриканского переходного управляющего совета.
На первых демократических выборах в 1994 году Махлангу был избран от Африканского национального конгресса в Национальную Ассамблею (нижнюю палату) Парламента Южноафриканской Республики, где был членом Конституционной ассамблеи, разрабатывавшей конституцию ЮАР, и руководил еще несколькими парламентскими комитетами.
В 2002 году он был избран постоянным зам. председателя Национального совета провинций (верхней палаты) парламента, в 2005 — стал председателем НСП и оставался на этом посту вплоть до выборов в парламент 5-созыва в 2014 году.
В последние годы много занимался дипломатической и около-дипломатической деятельностью, представляя ЮАР на многих международных площадках, в частности, выступал на конференциях ООН и «Большой двадцатки», возглавлял делегацию ЮАР в Панафриканском парламенте, был председателем Парламентской ассоциации Содружества по африканскому региону, вице-президентом и президентом ассоциации в целом.
С 23 февраля 2015 года назначен послом Южно-Африканской республики в США.